# Deira Island
Deira Island is niet één, maar een groep van vier kunstmatige eilanden in de Perzische Golf voor de kust van Dubai. Aanvankelijk zou het project een van de palmeilanden worden, maar daar werd later van afgezien. De eilanden worden aangelegd door projectontwikkelaar Nakheel.
De vier eilanden zullen samen een oppervlakte hebben van 15,3 km² en krijgen een kustlijn van 40 kilometer, waarvan 21 kilometer zandstrand wordt. Deira Island zal te betreden zijn door bruggen en abra's. Als de eilanden af zijn, zou er genoeg ruimte zijn om 357.000 mensen van een slaapplaats te voorzien.

## Palm Deira
Oorspronkelijk zou het huidige Deira Island, dat toen de naam Palm Deira droeg, een van de palmeilanden worden. Baggeraar Van Oord was ingehuurd om zand op te spuiten en om een negen kilometer lange kademuur aan te leggen. Palm Deira zou 14 kilometer lang en 8,5 kilometer breed worden. De lengte van de kustlijn was gepland op 260 kilometer, waarvan 75 kilometer zandstrand. In mei 2007 werd echter een ingrijpende verandering aan het ontwerp aangebracht. Hierdoor zou het palmeiland 46,35 km² groot worden en zou het 12,5 kilometer bij 7,5 kilometer worden.
In 2007 was 200 miljoen m³ aan zand opgespoten, oftewel 20% van Palm Deira was opgespoten. In april 2008 maakte Nakheel bekend dat ongeveer een kwart van het palmeiland was opgespoten. De oplevering van het Palm Deira was gepland voor 2014 of 2015, maar de ontwikkelaar werd echter zwaar getroffen door de kredietcrisis, waardoor het project in 2008 stil kwam te liggen.

## Deira Island
In 2013 knapte Nakheel weer op van de kredietcrisis en maakte tijdens de tentoonstelling "Cityscape" in oktober 2013 een nieuw plan bekend, dat gebruikmaakt van de vier al voor de crisis gespoten eilanden. Op deze eilanden komen onder andere huizen, winkels, hotels en resorts. Het zuidelijkste eiland krijgt een oppervlakte van 4,5 km² en zal een jachthaven, een groot winkelcentrum, een avondsoek aan het water en een amfitheater met plaats voor 30.000 bezoekers huisvesten. Het winkelcentrum, Deira Island Mall, zal een oppervlakte hebben van 620.000 m².
Op 30 maart 2014 startte de verkoop van 94 percelen, waarvan 15 voor resorts en 79 voor hotels, met een totale oppervlakte van 1,15 km² op de twee dichtst bij de kust gelegen eilanden. De percelen varieerden tussen de 4500 m² en de 62.000 m². Naast dat Nakheel grond voor hotels en resorts verkoopt, wil het zelf ook vijf eigen hotels op de vier eilanden bouwen. Nakheel gaf aan later meer percelen te verkopen; de twee eilanden zijn goed voor 500 percelen. Nakheel maakte in april 2014 bekend een deal ter waarde van AED 47,5 miljoen te hebben gesloten met aannemer AE7. Nakheel maakte daarnaast bekend dat het doelde om halverwege mei 2014 contracten te sluiten voor de aanleg van de infrastructuur. Als de twee eilanden behorend tot fase 1 af zijn, zouden zij rond de 23.500 hotelkamers en rond de 31.000 appartementen huisvesten.
In 2014 zei voorzitter van het project Ali Rashid Lootah dat er in 2020 volgens planning tien hotels functioneel moeten zijn.